# Planès
|  | Per a altres significats, vegeu «Planès (Planoles)». |

Planès, de vegades Planès de la Perxa, és una comuna catalana, a la comarca de la Cerdanya. Administrativament, pertany a l'Estat francès. La dita diu: "A Sant Pere són boniquetes, a Bolquera ja no tant, i a Planès, la flor del ram".
El terme de Planès comprèn quatre veïnats diferents: el de Baix (o el Castell), el del Mig, el de Dalt (o de l'Església) i les Cases de Dellà.

## Etimologia
Joan Coromines explica l'origen de Planès a partir del mot comú llatí planitias que evolucionà a planedes, amb pèrdua posterior de la -d- intervocàlica.

## Geografia

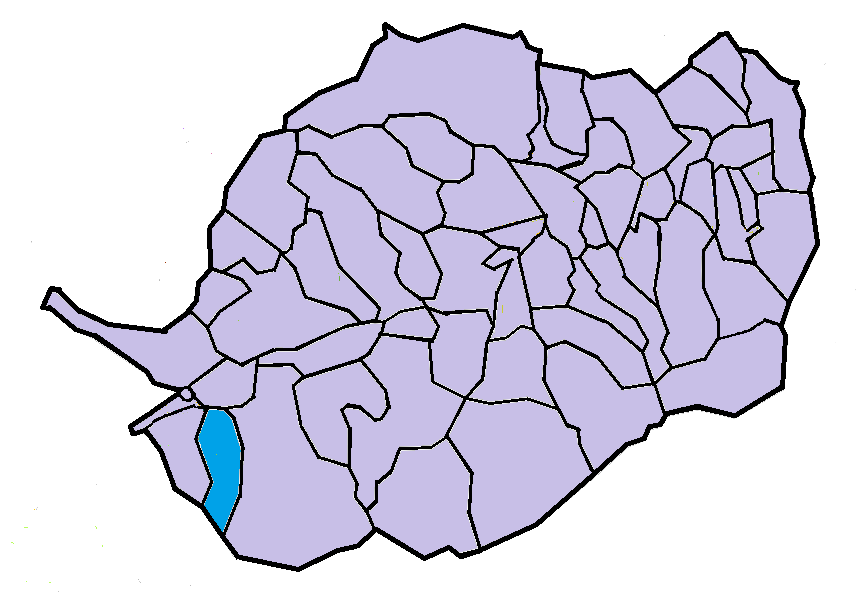
Situació de la comuna de Sautó en el Conflent

El terme comunal de Planès, de 142.400 hectàrees d'extensió és situat a l'extrem sud-occidental de la comarca. És íntegrament a la dreta de la Tet, on s'enfila des de la mateixa llera del riu cap a les muntanyes que en tanquen la vall pel sud, que depassen els 2.000 m alt (la Tet hi discorre entre els 1.300 i els 1.100 m alt). El límit meridional del terme no acaba d'arribar del tot a la carena axial dels Pirineus: l'en separen els termes d'Eina, de l'Alta Cerdanya, i de Fontpedrosa, del Conflent.
La comuna s'organitza íntegrament en la vall de la Ribera de Planès, des de la seva formació a l'extrem meridional de la comuna, a la Conca, fins al seu abocament en la Tet. El circ on es forma és tancat al sud pel punt més alt del terme comunal, la Torre d'Eina, on es troben els tres termes esmentats. És a 2.828,8 m alt. Des d'aquest cim, el límit de llevant de la vall i de la comuna de Planès, en el seu termenal amb Fontpedrosa, davalla cap al nord pel Serrat dels Llosers, el Roc del Boc, de 2.772,7 m alt, el Serrat de les Esques, el Pic de l'Orri, de 2.558, el Serrat de l'Escaldat, el Pla de Cedelles, la Roca Corba, de 1,829,9, el Pic del Joquiner, de 1.711,6, i la Bola, sempre seguint carenes, fins que arriba a la llera de la Tet davant, al sud-oest, de la Central Elèctrica de la Cassanya, a 1.199,4 m alt, que representa el punt més baix de la comuna. Els tres veïnats de Planès són entre 1.500 i 1.525 m alt.
Pel costat de ponent, des de la Torre d'Eina el límit de la vall davalla cap al nord-oest primer, nord-est després, i finalment nord, pel Serrat de les Fonts cap al Cambra d'Ase, de 2.726,5 m alt, on deixa de marcar el límit amb Eina, de l'Alta Cerdanya, i comença el termenal amb Sant Pere dels Forcats. Després, cap al Puig de l'Home Mort, de 2.506,3, el Puig de Fontseca, de 2.323, la Mata Clara, de 1.520,9, sempre seguint carenes dels contraforts dels cims abans esmentats, fins que arriba a la llera de la Tet a 1.314,1 metres d'altitud.
Tot el límit nord del terme comunal està definit pel curs de la Tet, entre els 1.314,5 m alt acabats d'esmentar i els 1.199,4 de la Cassanya.
Planès forma part del Parc Natural Regional del Pirineu Català. Dins del terme hi ha el Bosc Comunal de Planès; la major part del terme és boscosa.
Termes municipals limítrofs:
|                        | Sautó |             |
| Sant Pere dels Forcats |       | Fontpedrosa |
| Eina                   |       |             |

### Adscripció cantonal

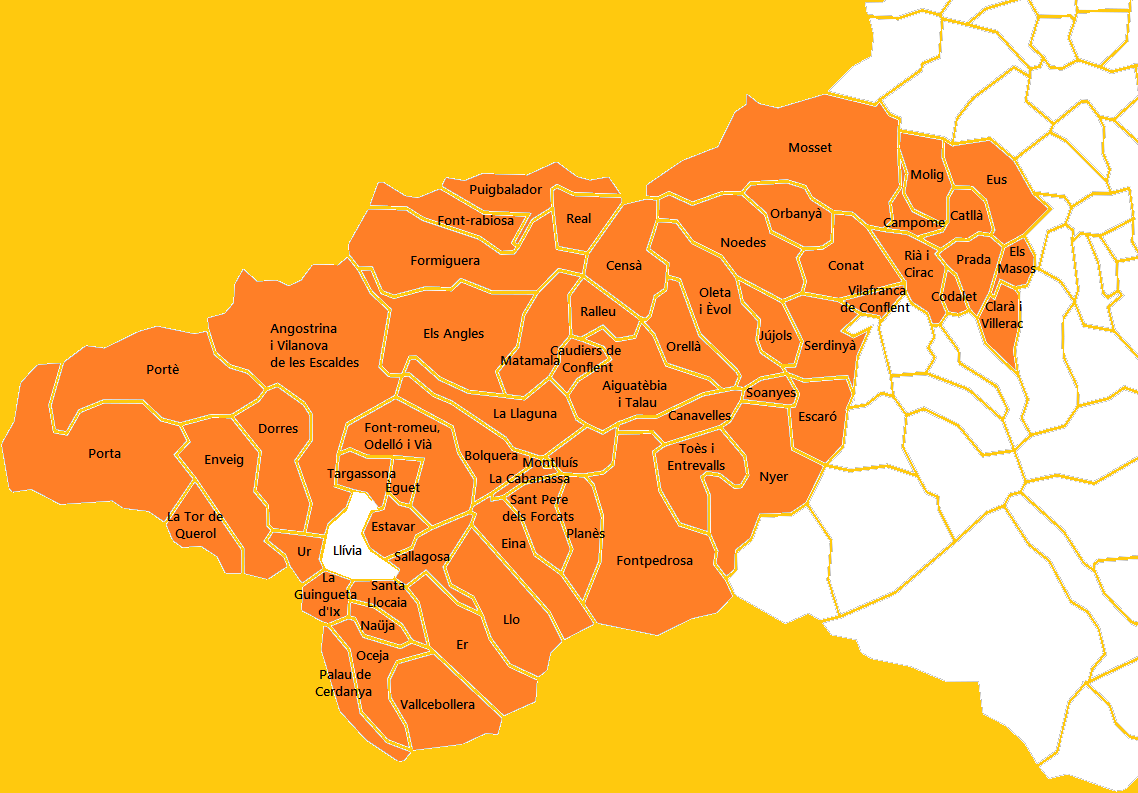
Mapa del Cantó dels Pirineus Catalans

A les eleccions cantonals del 2015 Planès ha estat inclòs en el cantó número 13, dels Pirineus Catalans, que inclou els pobles d'Angostrina i Vilanova de les Escaldes, Bolquera, Dorres, Èguet, Eina, Enveig, Er, Estavar, Font-romeu, Odelló i Vià, la Guingueta d'Ix, Llo, Naüja, Oceja, Palau de Cerdanya, Porta, Portè, Sallagosa, Santa Llocaia, Targasona, la Tor de Querol, Ur i Vallcebollera, de la comarca de l'Alta Cerdanya, els Angles, Font-rabiosa, Formiguera, Matamala, Puigbalador i Ral, de la del Capcir, i les viles de Montlluís, Prada i Vilafranca de Conflent i els pobles d'Aiguatèbia i Talau, la Cabanassa, Campome, Canavelles, Catllà, Caudiers de Conflent, Censà, Clarà i Villerac, Codalet, Conat, Escaró, Eus, Fontpedrosa, Jújols, la Llaguna, Els Masos, Molig, Mosset, Noedes, Nyer, Oleta i Èvol, Orbanyà, Orellà, Planès, Ralleu, Rià i Cirac, Sant Pere dels Forcats, Sautó, Serdinyà, Soanyes i Toès i Entrevalls, de la del Conflent, amb capitalitat a Prada. Són conselleres per aquest cantó Jean Castex i Hélène Josende, de la Unió de la Dreta.

### El Castell

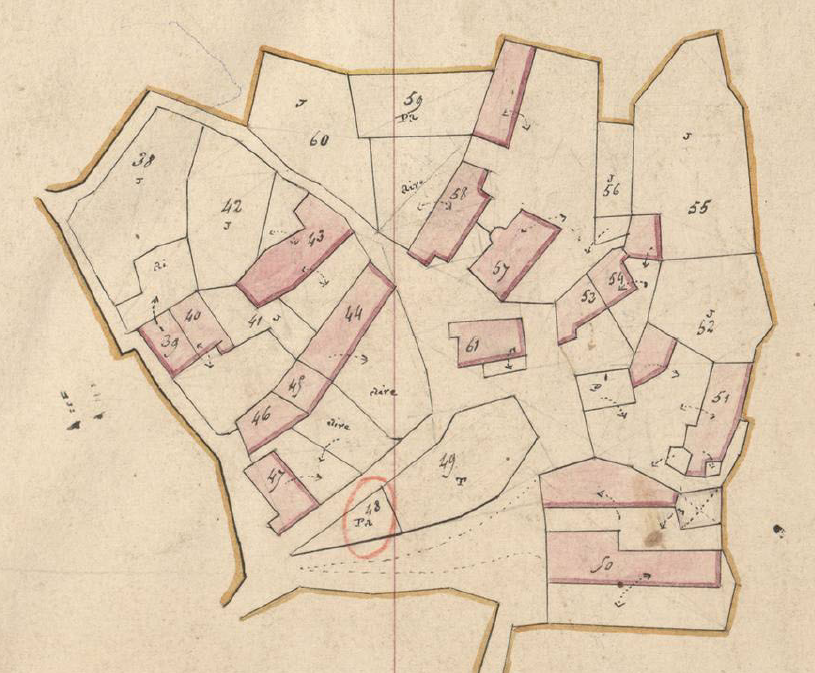
El Castell, en el Cadastre napoleònic del 1812 (Arxius Departamentals dels Pirineus Orientals, ADPO)

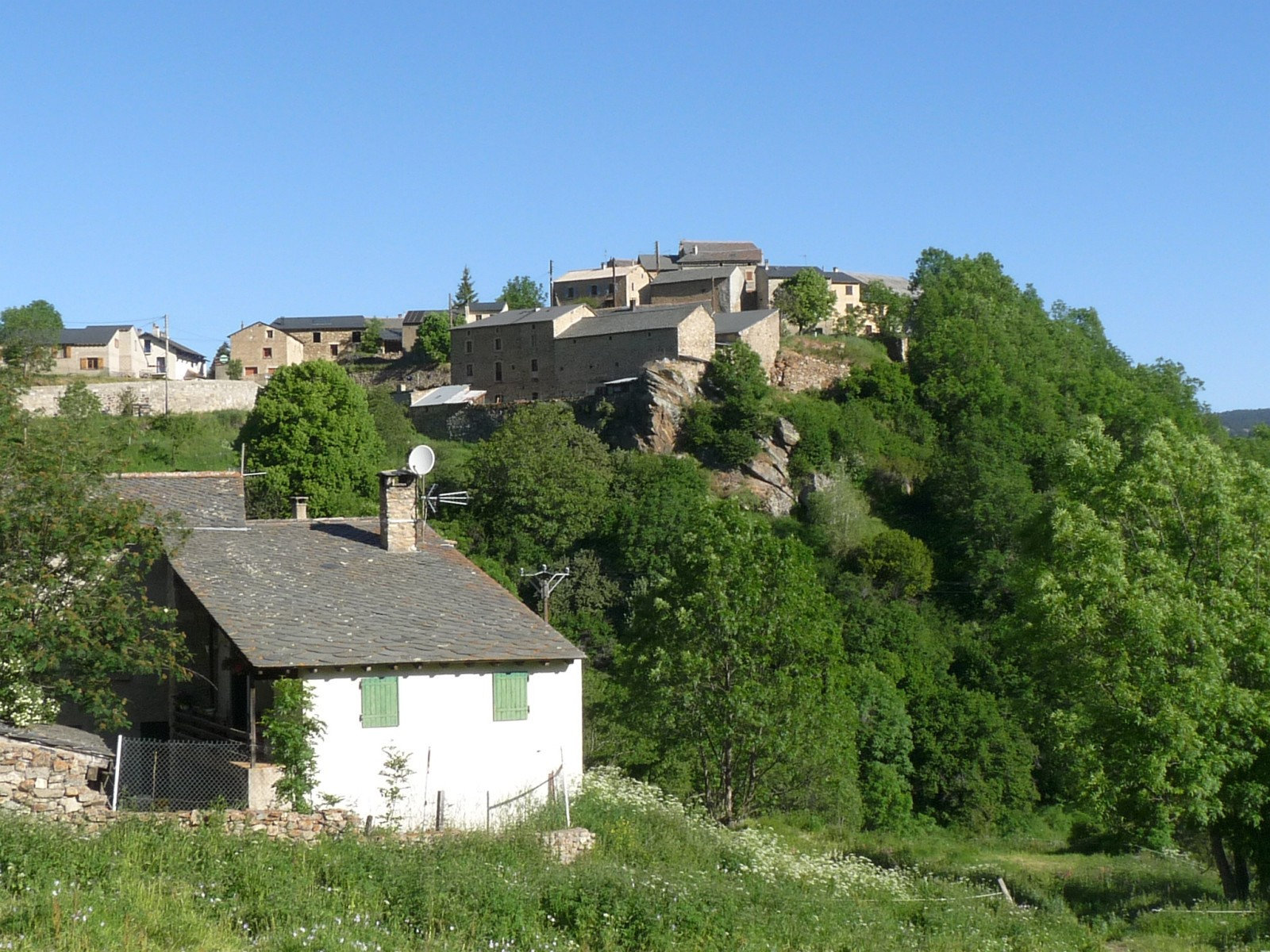
El veïnat del Castell

Seguint la carretera d'accés al poble de Planès, el primer nucli del poble de Planès que es troba és l'anomenat el Castell, situat a 1.528,9 m alt, aturonat a l'esquerra de la Ribera de Planès. És un petit nucli d'una vintena de cases bastant agrupades en pràcticament tres carrers molt oberts.
No hi ha restes del castell que dona nom al lloc, però l'emplaçament del veïnat pot correspondre perfectament al d'un antic castell, dalt d'un turó que domina la vall baixa de la Ribera de Planès, poc abans que aquest riu s'aboqui en la Tet.

### Planès del Mig, o Barri del Mig, o les Cases del Mig

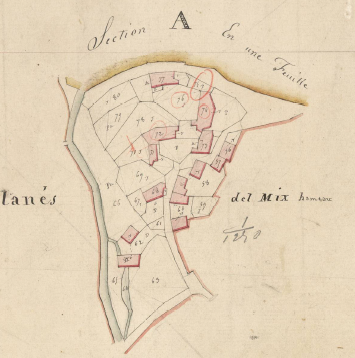
Planès del Mig en el Cadastre napoleònic del 1812 (ADPO)

El Barri del Mig és el segon dels veïnats que es troba venint de Sant Pere dels Forcats. És a 1.508,3 m alt, al sud-est del veïnat del Castell i al sud-oest del de l'Església. Just a llevant d'aquest veïnat hi ha la Casa del Comú de Planès.
El forma una trentena de cases que no estan del tot agrupades, esteses al llarg de tres carrers.

### Planès de Dellà, o Barri de Dellà

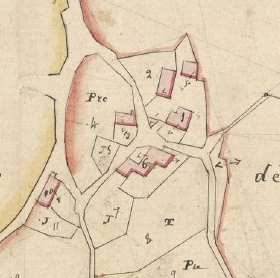
Planès de Dellà en el Cadastre napoleònic del 1812 (ADPO)

El tercer dels barris de Planès, si hom ve de la Cabanassa i Sant Pere dels Forcats és Planès de Dellà, situat a 1.506,5 m alt. Està format per una vintena de cases mig agrupades que s'estenen al llarg de tres carrers oberts, sense formar un nucli urbà compacte. En alguns mapes és anomenat Planès de Dalt.

### Planès de Dalt, o de l'Església, o Cascarols

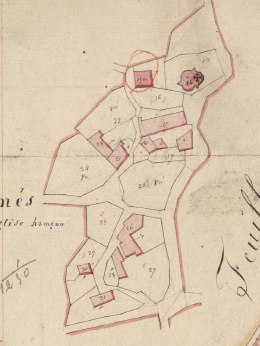
Planès de l'Església en el Cadastre napoleònic del 1812 (ADPO)

El quart dels barris de Planès, és Planès de Dalt, o veïnat de l'Església, antigament, Cascarols. És a 1.507,4 m alt, 170 metres al sud del final de la carretera D - 32 (que és el veïnat de Planès de Dellà). A l'extrem nord d'aquest veïnat hi ha l'església de Santa Maria de Planès, modernament dedicada a la Mare de Déu de la Mercè.

### Els masos del terme
A causa de les característiques geogràfiques de la comuna, fora de les cases agrupades en algun dels quatre nuclis, en el terme de Planès no hi ha cap més construcció aïllada que l'extrem occidental del Pont Gisclard, l'antic molí de la Molina i l'Estació de Planès, popularment la Gara.

### Hidrònims
A part de la Tet, referència sempre obligada al Conflent, Planès té pocs cursos d'aigua. La Ribera de Planès, anomenada Ribera de la Cassanya en el seu tram inferior, abans d'abocar-se en la Tet, és el que vertebra tota la comuna. Cap a la meitat del seu recorregut, a la Comella, rep per l'esquerra el Còrrec dels Fontanals; a l'alçada de Planès del Mig, rep per l'esquerra el Còrrec de les Canarides. Al sector nord-est del terme, i de forma paral·lela al traçat de la Ribera de Planès, es troba el Còrrec de Brullà, amb el Còrrec de la Coma.
De fonts, tampoc no se n'hi troben gaires: els Fontanals, la Font del Prat del Poll, les Fontetes i la Font Fresca.

### Orònims
El noms que designen formes de relleu o espais geogràfics concrets es poden agrupar en obagues: Bac de la Comella; boscs: Bosc Comunal de Planès; colls: Collada del Clot de Rodes, Coll d'en Guilla de Baix i Coll d'en Guilla de Dalt; comes: la Coma, Coma Amagada i la Comella; muntanyes: la Mata Clara, el Pic o Puig de l'Home Mort, el Pic del Joquiner, el Pic de l'Orri, el Puig de Fontseca, Roca Corba, Roc del Boc i la Torre d'Eina; roques específiques: Roca Punxuda i Roc del Serrat de l'Escaldat; serres i serrats: Serrat de Fontseca, Serrat de la Pedrera, Serrat de la Cistella, Serrat del Cambra d'Ase, Serrat del Castell, Serrat del Coll d'en Guilla, Serrat de l'Escaldat, Serrat de les Esques, Serrat de les Fonts, Serrat de les Saleres, Serrat del Joquiner, abans Serra de Brulanes, Serrat del Malesar, Serrat dels Arquers, Serrat dels Llosers, Serrat del Tarter de Cedelles, Serrat de Planès i les Serres; solanes: el Solà, el Solà de la Molina, la Solana, i valls: Vall de l'Ós i Vall de Planès.

### El terme comunal
Les partides i indrets específics del terme de Planès són els Agrals, la Bola, Brullà, el Camp del Blanquer, el Camp de Mont-ros, les Canarides, Cedelles, la Cistella, la Conca, els Corralets, Costalans, les Feixes, les Fontetes, Fontfresca, Fontseca, l'Hortet, la Jaça d'en Trilles, les Jaces, el Joquines, el Malesar, la Mata, l'Orri de Planès, el Pas d'en Xiguent, el Prat del Poll, Roca Punxuda, les Saleres, el Tarter de Cedelles, les Tires, la Tossa i els Tuquets.
Alguns topònims indiquen senyals termenals: el Cim de la Collada dels Cerdans, el Piló del Serrat del Cambra d'Ase, el Piló del Serrat de les Fonts, el Piló del Serrat de Planès, el Prat de Gardella, Roca Corba, Roca Rimera, Roca Punxuda, Roc dels Llosers i Roc del Serrat de les Saleres.

## Transports i comunicacions
El poble de Planès està força mal comunicat, a causa de la seva situació geogràfica. Es troba en un atzucac al sud de Montlluís, només accessible per Sant Pere dels Forcats; tanmateix, la proximitat de Montlluís i la presència de l'estació de ferrocarril milloren sensiblement aquesta situació.
Una sola carretera local arriba a Planès: la D - 32 (La Cabanassa - Planès), que uneix aquestes dues poblacions amb la de Sant Pere dels Forcats, que és enmig. Planès dista 1,8 quilòmetres d'aquesta darrera població i 2,3 de la Cabanassa. Montlluís és a 2,4.
El Tren Groc, Vilafranca de Conflent - la Tor de Querol travessa el terme de Planès, on hi ha estació de tren, l'Estació de Planès. És la línia 12 TER Llenguadoc Rosselló. L'Estació de Planès és allunyada al nord-oest dels nuclis de població de Planès, en un lloc accessible a través d'una estreta carretereta local. El tren entra en el terme de Planès a través del Pont Gisclars, de 253 metres de llargària. 800 metres després hi ha l'estació de Planès, i 157 metres després, el Túnel de Planès, de 338 metres de llarg. Al bell mig d'aquest túnel, que té forma d'U, deixa enrere el terme de Planès i entra en el de Sant Pere dels Forcats.
Planès només disposa del TAD (Transport à la demande), com tots els altres pobles petits del Conflent. Tanmateix, la proximitat de Montlluís i la Cabanassa permet als seus habitants d'accedir a mitjans públics de transport, com la línia 260 de Le bus à 1 €.
També per les seves característiques orogràfics, hi ha pocs camins, en el terme de Planès. De camins interiors, hi ha el Camí de Cedelles, el de la Comella, el de la Gara, el de la Jaça, el del Bac de la Comella, la Pista Forestal del Bosc de Planès i la de l'Orri de Planès. Els que uneixen Planès amb els pobles i termes veïns són, a part del Tren Groc, el Camí de Fontpedrosa, el del Cambra d'Ase, el de Montlluís, la Carrerada del Molí del Riu i la Ruta de Montlluís.

## Activitats econòmiques
L'economia tradicional de Planès havia estat l'explotació del bosc, 
El 1985 es publicava que de les 118 hectàrees conreades pels pagesos de la zona la immensa major part (107 ha) eren prats i farratges per a la ramaderia. Només 6 ha es dedicaven als cereals, i també hi havia algunes parcel·les hortícoles. En aquell moment també comptaven 47 caps de bovins i 213 d'ovins, xifres que sens dubte avui dia han disminuït considerablement.
En l'actualitat, Planès no viu absent del turisme creixent del Conflent i la Cerdanya. L'obertura d'establiments rurals al mateix poble, una església única i les interessants i variades excursions de la zona han fet que sigui habitual veure turistes pels seus camins.

## Història
La primera referència escrita de Planès no la trobem fins al 1282 amb la signatura d'un tal R. Catalani de Planedis de parrochia de Emforcats la qual deixa clar que els habitants de Planès prenien com a referent poblacional la parròquia de Sant Pere dels Forcats, en un moment que Planès en devia ser un simple nucli veïnal adjacent. Planès, així com Sant Pere, depenien de la vegueria de Puigcerdà, tot i que la parròquia pertanyia a la diòcesi del bisbat d'Elna. És documentat altres cops el segle xiv. Al segle xv el poble viu un cert creixement econòmic, ja que el procurador reial donava permisos per a fer regatges, desforestacions i ús del molí de farina.
La història de Planès durant l'edat moderna és encara confusa, ja que sovint se l'ha confós amb d'altres Planès que hi ha a Catalunya, com el de la vall del riu Rigard (al Ripollès), i un altre dins de la comuna de Pi de Conflent (al Conflent) el qual, precisament, no és gaire lluny. Molt probablement, l'alta jurisdicció de Sant Pere dels Forcats i de Planès al segle xviii depenia de l'abat de Cuixà Salvador de Copons, mentre que el mixt imperi requeia a la família dels Vilar.

## Demografia
La població està expressada en nombre de focs (f) o d'habitants (h)
| 5 f | 9 f | 149 h | 46 f | 157 h | 36 f |

(Fonts: Pélissier, 1986.)

### Demografia contemporània
| Evolució de la població |      |      |      |      |      |      |      |      |
| 1793                    | 1800 | 1806 | 1821 | 1831 | 1836 | 1841 | 1846 | 1851 |
| 190                     | 163  | 170  | 164  | 173  | 169  | 182  | 189  | 201  |

| 1856 | 1861 | 1866 | 1872 | 1876 | 1881 | 1886 | 1891 | 1896 |
| ---- | ---- | ---- | ---- | ---- | ---- | ---- | ---- | ---- |
| 201  | 195  | 201  | 197  | 199  | 211  | 208  | 167  | 162  |

| 1901 | 1906 | 1911 | 1921 | 1926 | 1931 | 1936 | 1946 | 1954 |
| ---- | ---- | ---- | ---- | ---- | ---- | ---- | ---- | ---- |
| 171  | 168  | 153  | 108  | 100  | 92   | 82   | 70   | 65   |

| 1962 | 1968 | 1975 | 1982 | 1990 | 1999 | 2006 | 2007 | 2008 |
| ---- | ---- | ---- | ---- | ---- | ---- | ---- | ---- | ---- |
| 54   | 31   | 29   | 42   | 33   | 27   | 44   | 47   | 49   |

| 2013 | 2015 |
| ---- | ---- |
| 54   | 54   |

Fonts: Ldh/EHESS/Cassini fins al 1999, després INSEE a partir deL 2004

Evolució de la població 1962-2008

## Administració i política

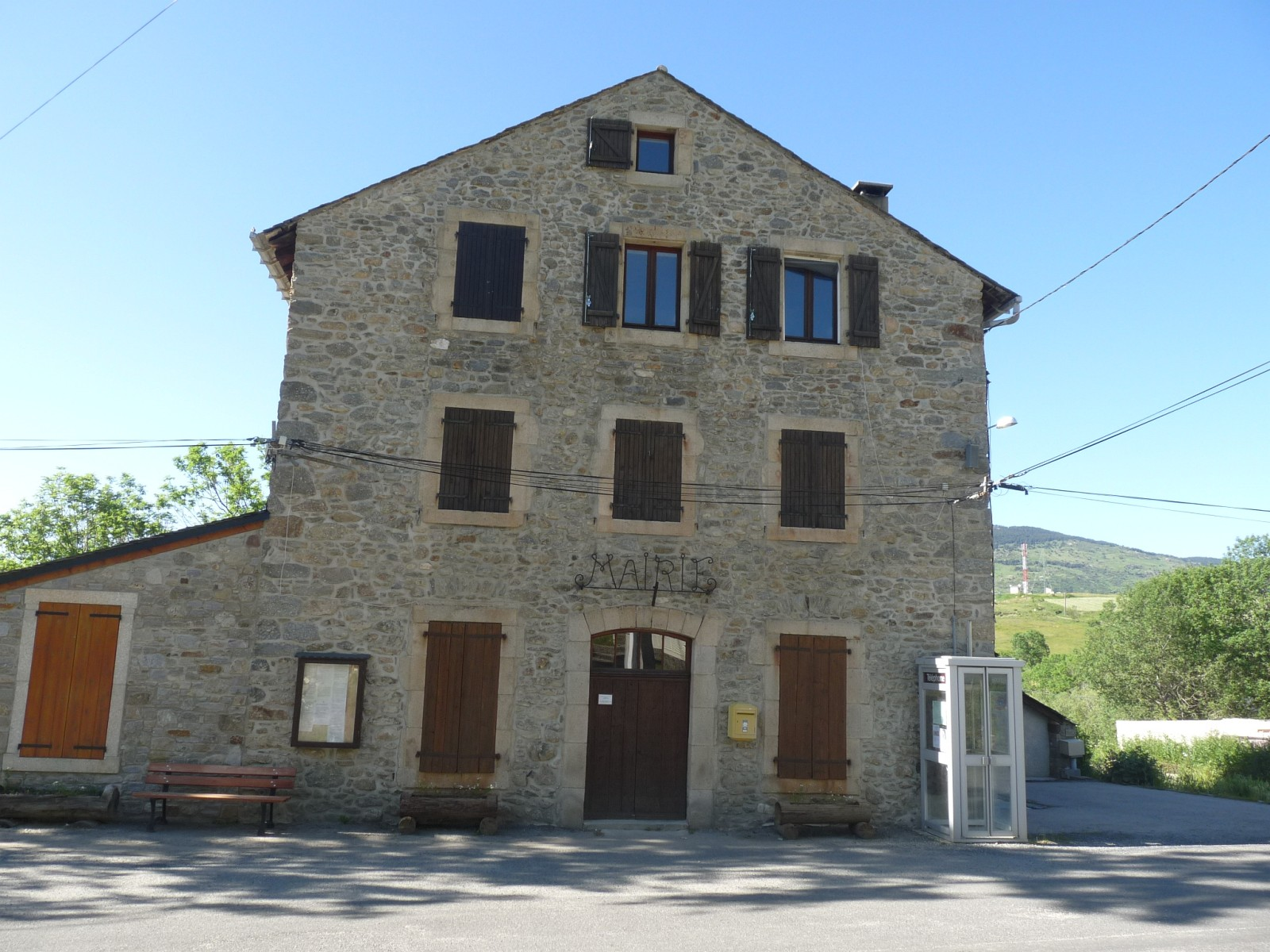
Casa del Comú de Planès

Batlles
| Batlle     | Període                       |
| ---------- | ----------------------------- |
| Guy Basso  | Març del 2001 - Març del 2014 |
| Pierre Riu | Març del 2014 - Moment actual |

### Legislatura 2014 - 2020
Batlle
- Pierre Riu.

Adjunts al batlle
- 1a:
- 2n: .

Consellers municipals
- Christophe Bajaud
- Guy Basso
- Valérie Bonnot
- Claude Demonte
- Laurence Samuel
- Pierre Touchet.

### Serveis comunals mancomunats
Planès forma part de la Comunitat de comunes dels Pirineus Catalans, amb capitalitat a la Llaguna, juntament amb Aiguatèbia i Talau, els Angles, Bolquera, la Cabanassa, Caudiers de Conflent, Censà, Eina, Font-romeu, Odelló i Vià, Font-rabiosa, Formiguera, la Llaguna, Matamala, Montlluís, Puigbalador, Ralleu, Real, Sant Pere dels Forcats i Sautó.

## Ensenyament i cultura
Actualment no hi ha escola, a Planès. però el poble forma part actualment d'un agrupament pedagògic intercomunal entre la Llaguna, Sant Pere dels Forcats, Montlluís i la Cabanassa, amb Planès com a agregat. A cadacun dels tres darrers pobles, sense comptar-hi Planès, hi ha una secció maternal. L'escola elemental està repartida entre Sant Pere dels Forcats per al nivell més baixa, el primari, Montlluís per al primer curs d'elemental i la Llaguna per al segon d'elemental; a la Cabanassa hi ha els dos cursos d'ensenyament mitjà. L'antiga escola de Planès serveix de Casa del Comú.
Per a continuar els seus estudis, els joves i adolescents de Planès poden assistir també a les escoles primàries de Bolquera, la Cabanassa, Fontpedrosa, Font-romeu, Montlluís o Sant Pere dels Forcats. Per a la secundària, als col·legis de Font-romeu, la Guingueta d'Ix o Oceja, i per al batxillerat, els liceus de Font-romeu o la Guingueta d'Ix.

## Llocs d'interès
- L'església de Santa Maria de Planès, actualment anomenada de la Mare de Déu de la Mercè
- El Pont Gisclard, o de la Cassanya, la meitat occidental del qual és en terme de Planès.